# Synagoga w Koniecpolu
Synagoga w Koniecpolu – nieistniejąca synagoga, która znajdowała się w Koniecpolu przy ulicy Tadeusza Kościuszki 7.
Synagoga została zbudowana w drugiej połowie XIX w. Podczas II wojny światowej hitlerowcy zdewastowali wnętrze synagogi. Po zakończeniu wojny budynek przeznaczono na magazyn Gminnej Spółdzielni "Samopomoc Chłopska". W połowie lat 90. XX w. została rozebrana.